# Балдикиери д'Асти
Балдикиѐри д'А̀сти (на италиански: Baldichieri d'Asti; на пиемонтски: Baudiché, Баудике) е село и община в Северна Италия, провинция Асти, регион Пиемонт. Разположено е на 173 m надморска височина. Населението на общината е 1141 души (към 2013 г.).